# مالی پارکر
مالی پارکر (انگلیسی: Molly Parker؛ زاده ۱۴ ژوئن ۱۹۷۲) یک هنرپیشه اهل کانادا است.

## فیلم‌شناسی
- هر چیزی برای عشق (۱۹۹۳)
- بال‌های شجاعت (۱۹۹۵)
- نور خورشید (۱۹۹۹)
- حواس پنج‌گانه (۱۹۹۹)
- بیدار کردن مردگان (۲۰۰۰)
- مرکز جهان (۲۰۰۱)
- پُلِ ماریان (۲۰۰۲)
- شش فوت زیر زمین (مجموعه تلویزیونی، ۲۰۰۲)
- مکس (۲۰۰۲)
- فرشته‌های آرواره آهنین (۲۰۰۴)
- اعتراف به گناه (۲۰۰۴)
- ددوود (مجموعه تلویزیونی، ۲۰۰۶–۲۰۰۴)
- نه زندگی (۲۰۰۵)
- مرد حصیری (۲۰۰۶)
- هالیوودلند (۲۰۰۶)
- جاده (۲۰۰۹)
- دکستر (مجموعه تلویزیونی، ۲۰۱۱)
- خانه پوشالی (مجموعه تلویزیونی، ۲۰۱۶–۲۰۱۴)
- نهمین زندگی لویی درکس (۲۰۱۶)
- جالوت (مجموعه تلویزیونی، ۲۰۱۶)
- نغمه آمریکایی (۲۰۱۶)
- گمشده در فضا (۲۰۱۸)